# HD 131496
Pour les articles homonymes, voir Arcalís.
Désignations
Arcalís, également nommée HD 131496, est une étoile sous-géante en stade évoluée de la constellation du Bouvier. Avec une magnitude apparente de 7,9, sa luminosité est trop faible pour être visible à l'œil nu. Des étoiles comme HD 131496 sont parfois appelées "étoiles A à la retraite"[réf. nécessaire], car elles auraient été des étoiles de type spectral A pendant la séquence principale. Ce nom est le plus couramment utilisé dans le cadre de la recherche de planètes extrasolaires, où elles sont utiles car ces étoiles évoluées sont plus froides et ont plus de raies spectrales que leurs homologues de la séquence principale, ce qui facilite la détection des planètes. Elle a été découverte entre 1918 et 1924 par Annie Jump Cannon et Edward Charles Pickering lors de la classification des étoiles lumineuses dans le catalogue Henry Draper. Basée sur la mesure annuelle de sa parallaxe par le satellite Gaia, l'étoile se situerait à 431.65 années-lumière.

## Propriétés physiques
Arcalis est une étoile âgée riche en métaux, au vu de sa métallicité de [Fe/H] = 0.25 ± 0.03, son âge est estimé à 2.7 ± 0.5 milliards d'années. Elle est une étoile similaire à l'étoile Sirius, sa masse est de 1.61 ± 0.11 M☉, son rayon est de 4.6 ± 0.1 R☉ et elle possède un type spectral K0.

## Système planétaire
En 2011, une exoplanète d'une masse d'environ 2,2 MJ en orbite à une distance de 2,09 unités astronomiques (UA) qui boucle une orbite une fois tous les 883 jours a été découverte,.
| Objet compagnon     | Masse          | Demi-grand axe(UA) | Période orbitale(jours) | Excentricité orbitale | Inclinaison orbitale | Rayon |
| ------------------- | -------------- | ------------------ | ----------------------- | --------------------- | -------------------- | ----- |
| Madriu (HD 131496b) | ≥ 2.2 ± 0.2 MJ | 2.09 ± 0.07        | 883 ± 29                | 0.163 ± 0.073         | -                    | -     |

## Nom du système
Arcalis et sa planète, HD 131496b, ont été choisies dans le cadre de la campagne NameExoWorlds 2019 organisée par l'Union astronomique internationale, qui a attribué à chaque pays une étoile et une planète à nommer. HD 131496 a été affecté à Andorre. La proposition gagnante pour le nom de l'étoile était Arcalís, d'après un sommet de montagne dans le nord de l'Andorre où le Soleil brille à travers un trou deux fois par an à des dates fixes, ce qui a conduit à son utilisation comme calendrier solaire primitif. La planète a été nommée Madriu, d'après une vallée glaciaire et une rivière du sud-est d'Andorre qui constituent la majeure partie du site du patrimoine mondial de l'UNESCO Madriu-Perafita-Claror.